# 張安麟

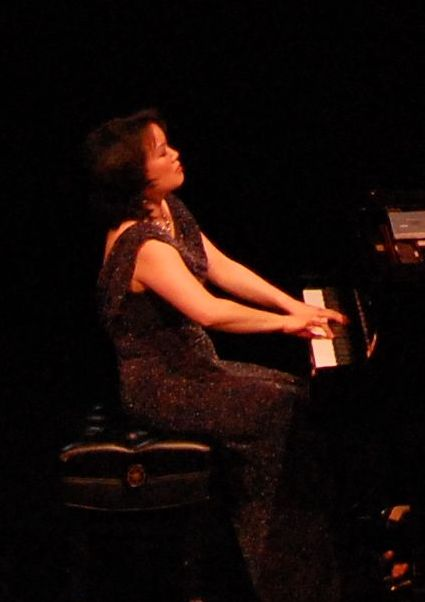

張安麟，美國華裔女鋼琴家，五歲開始學鋼琴，畢業於約翰霍布金斯大學音樂藝術博士。她曾在法國巴黎音樂學院師事名作曲家梅西安（Olivier Messiaaen）。她也是首位同一年同時獲得法國巴黎音樂學院鋼琴演奏和室內音樂演奏頭獎的美國音樂家。在美國洛杉磯舉辦的第四十九屆格萊美頒獎典禮上, 張安麟即以演奏梅西安的作品《異國鳥歌》(Exotic Birds)榮獲格萊美音樂最佳樂器獨奏大獎。
張安麟目前任教於俄亥俄州克里夫蘭大學音樂學院鋼琴系主任。

## 外部連結
- 華裔女鋼琴家張安麟獲葛萊美獎最佳樂器獨奏提名  Archive.today的存檔，存档日期2013-04-28
- 華裔鋼琴家張安麟 爭光[永久]